# 阿德里安·蒙格
阿德里安·蒙格（英語：Adrian Monger，1932年12月6日—2016年7月10日），澳大利亚男子赛艇运动员。他曾代表澳大利亚参加1956年夏季奥林匹克运动会赛艇比赛，获得男子八人单桨有舵手铜牌。